# Regio III Lucania et Bruttii
La Regio III Lucania et Bruttii, la terza delle Regioni dell'Italia augustea, confinava ad est ed a nord con la Regio II Apulia et Calabria, a nord-ovest con la Regio I Latium et Campania, mentre a sud era racchiusa tra Mar Ionio e Tirreno e si spingeva fino al Fretum Siculum (lo stretto di Messina).
Geograficamente, il confine orientale era individuato nel corso del fiume Bradano (l'antico Bradanus) che scorre poco ad ovest dell'odierna Matera (Mateola), quello nord-occidentale dal corso inferiore del Sele (Silarus).
La Regio III comprendeva quindi tutta l'attuale Calabria abitata dai Bruzi e dai Greci, l'odierna Basilicata (con l'esclusione del Vulture-Melfese e della Valle del Bradano che erano aggregate alla Regio II Apulia et Calabria) nonché tutto il Cilento e il Vallo di Diano nell'attuale provincia di Salerno. Sulla sponda tirrenica il confine territoriale tra le due popolazioni era segnato dal fiume Lao (Laus) e dallo spartiacque del Pollino. Non si hanno informazioni certe per il versante ionico, ma è probabile che doveva trovarsi tra le vecchie colonie greche di Metaponto a nord, e di Sibari a sud. Entrambe le popolazioni erano di ceppo Osco.
I romani conquistarono la regione con guerre, trattati ed alleanze intorno al III secolo a.C., inserendosi ed approfittando dello stato di quasi permanente ostilità che opponeva già da due secoli Lucani e Bruttii alle colonie della Magna Grecia, altra presenza fondamentale sul territorio anche se limitato alla zona costiera. 
La conquista romana non fu però facile perché nei due secoli a venire in diverse occasioni le popolazioni indigene si ribellarono, spesso coalizzandosi tra loro o appoggiando l'azione di condottieri stranieri. Successe con la coalizione antiromana della terza guerra sannitica e durante l'invasione di Pirro e di Annibale.

## Città
Il periodo d'oro delle poleis calabre - le antiche colonie della Magna Grecia - era in discesa, e per questo motivo, diversamente da altre Regiones nelle quali avveniva l'ascesa di nuove realtà, quella di Lucania et Bruttii riuscì ad esprimere in età imperiale poche città di grande rilievo.
Reggio è la sede del Corrector (governatore) della Provincia Lucania et Bruttii, mentre altre importanti città erano per i Lucani Metaponto e soprattutto Eraclea sul versante Ionico, Anxia, Grumentum e Acheruntia nell'interno, Elea-Velia e Paestum su quello Tirrenico; per i Bruttii Hipponion (attuale Vibo Valentia) e Locri Epizefiri (nei pressi dell'attuale Locri), Crotone, Thurii e Sibari sullo Ionio e Consentia, all'interno del territorio.
Alcune città del periodo greco pre-romano furono abbandonate sin dalla seconda guerra punica, come Medma (oggi Rosarno), Terina e Kaulon. 
Per quanto riguarda lo sfruttamento delle campagne, non ci sono segni di flessione nel loro sfruttamento, anche se le modalità di occupazione del territorio mutarono significativamente rispetto all'età precedente: nacquero molte grandi villae intorno alle quali si svilupparono villaggi (vici) che curavano il territorio per conto del proprietario. Le colture più diffuse erano quelle cerealicole, olearie e viticole.

## Vie di comunicazione
La Regio III aveva numerosi porti e approdi. I suoi scali principali sono storicamente attestati a Reggio, Vibo Valentia e Crotone; si ha notizia di porti minori a Velia e a Locri; la stazione di Ad Statuam o Ad Columnam (Colonna Reggina) era punto di traghetto per la Sicilia da Reggio a Messina.
Il porto di Vibo Valentia ebbe grande importanza anche sul piano militare: nel 218 a.C. venne utilizzato dai Romani in lotta contro Annibale; nel 200 a.C. è una base per la flotta romana in partenza per la guerra Macedonica; nel 46 a.C. fu sede per la flotta di  Cesare da quanto attestato dallo stesso nel De Bello Civile; nel 36 a.C. secondo quanto ricordato da Appiano fu il quartier generale di  Augusto nella guerra contro Sesto Pompeo (figlio di Gneo Pompeo) che si era impadronito della Sicilia e di un'ingente flotta. Il "portus Vibonensis" è stato localizzato in località Trainiti, di esso rimangono i resti del molo che si protende per 600 metri nel mare, ma buona parte di esso si è interrato in seguito all'avanzamento della linea di costa. Inoltre in tutta la costa della provincia di Vibo Valentia sono stati identificati una serie di altri approdi di supporto allo scalo principale, fra essi il più grande è Portus Herculis citato da Plinio e Strabone, oggi identificato in località Formicoli di Santa Domenica di Ricadi, Formicoli è un toponimo nato dalla contrazione di Forum Herculis.
La principale via di comunicazione della Regio III era dunque costituita dalla strada che collegava Capua a Reggio, comunemente nota come Via Annia (talvolta erroneamente chiamata Via Popilia) il cui percorso si manteneva sull'interno ed è oggi in parte ricalcato dall'Autostrada A2 (Salerno-Reggio Calabria), che nei pressi di Grumentum, si incrociava con la via Herculea, la quale collegava proprio Grumentum al Sannio, attraversando Venosa (Venusia).
Esistevano inoltre due vie litoranee, seppure di minore importanza:
- la strada tirrenica che partiva da Paestum, toccava Velia e si innestava nella Popilia a nord di Vibo Valentia, dove la grande arteria raggiungeva il mare;
- la strada ionica che congiungeva Reggio a Metaponto e Taranto, lungo un percorso già tracciato ai tempi della colonizzazione greca che toccava Scolacium, Locri, Crotone e Thurii.

Per quanto concerne le vie fluviali, un certo traffico sembra si svolgesse lungo il Crati, che sfociava nella piana di Sibari.

## Economia
Il carattere prevalentemente montuoso della Regio III non la rendeva molto adatta all'agricoltura; in mancanza di un attento drenaggio inoltre gli stessi tratti pianeggianti tendevano ad impaludarsi e a divenire focolai di malaria, cosa che spesso avvenne nell'antichità. Ciò nonostante essa poteva vantare alcuni prodotti di spicco quali i fiori di Paestum utilizzati dall'industria dei profumi di Capua o la vite e l'ulivo del Bruzio.
Un'importante fonte di reddito era invece costituito dai suoi immensi boschi, oggi in gran parte perduti, la cui crescita era favorita anche dalla piovosità relativamente elevata sul versante tirrenico. Quelli dell'Aspromonte, soprattutto nella zona di Pellaro, fornivano un eccellente legname per i cantieri navali del porto di Reggio, che era infatti Socia Navalis di Roma; quelli della Sila fornivano invece il legname per i cantieri navali del porto di Vibo Valentia. A questo scopo si utilizzavano i tratti di bosco prossimi ad un corso d'acqua, che consentiva di trasportare facilmente, per fluitazione, i tronchi fino alla costa. Dai porti di Reggio, Vibo, Locri e Crotone il legname da costruzione era inoltre esportato in tutta l'Italia.
 Ancora nel VI-VII secolo d.C. il legname bruttio veniva esportato, lo confermano le lettere del papa San Gregorio Magno, indirizzate al vescovo di Vibo Valentia al quale richiede di inviare a Roma, attraverso delle navi, il legname per la costruzione di alcune chiese.
Sempre dagli alberi secolari calabresi si ricavava la pix Bruttia (pece Bruzia) un tipo di pece particolarmente apprezzato nell'antichità, utilizzata tra l'altro nelle operazioni di impermeabilizzazione degli scafi in legno delle navi, per sigillare e rendere impermeabili i contenitori in argilla, nei procedimenti di invecchiamento del vino, in medicina e nella cosmesi. In alcune fonti viene citata anche la pece Locrese e Hipponiate(Grattio Falisco). 
Come di regola nell'antichità, tra i querceti si praticava l'allevamento dei suini allo stato brado. In questo si distinguevano i lucani che ben presto divennero i maggiori produttori di carne di maiale dell'Italia antica. Questo assunse particolare rilievo a partire dalla decisione dell'imperatore Aureliano (270-275 d.C.) di istituire regolari distribuzioni di carne suina per la plebe di Roma. Non è quindi un caso che proprio dalla Lucania prenda il nome un tipo di salsiccia: la lucanica.
Per il considerevole sviluppo costiero, anche della pesca rappresentava una risorsa economica di una certa importanza per la Regio III. Del tonno pescato in questa regione parla Ateneo di Naucrati (III secolo d.C.) ma già nel IV secolo a.C. Archestrato di Gela aveva scritto dell'eccellenza dei tonni di Hipponion (odierna Vibo Valentia), da lui definiti i migliori esistenti sul pianeta. Nel territorio di questa città, in età Romana, si diffusero diversi stabilimenti per la cattura e la lavorazione del tonno, come ad esempio la tonnara romana di Sant'Irene, ancora in buono stato, nel comune di Briatico a poca distanza dell'antico porto di Vibo Valentia. Il tonno una volta pescato veniva tagliato e messo nelle anfore sotto sale, oppure veniva trattato con una particolare procedura per la preparazione di una salsa, il garum, molto gradito al palato degli antichi romani.